# Montanisme
El montanisme fou un corrent cristià predicat per Montà a Frígia l'any 155. Afirmava l'imminent retorn de Crist, per la qual cosa calia preparar-se portant una vida pura, tot seguint unes normes morals molt dures. Aquesta idea ha impregnat diverses esglésies i sectes al llarg de la història, buscant dates per a l'Apocalipsi, per a la segona vinguda de Jesús. Els seguidors d'aquestes doctrines sempre creien que només era possible la salvació dins de la seva església i aplicaven regles molt estrictes de conducta. El montanisme va ser declarat una heretgia.

## Inicis
L'origen d'aquest moviment es pot fixar pels vols dels anys 160 i 170 a Ardabau, regió de Frígia, allà, un home anomenat Montà es va sentir transportat en un estat d'èxtasi durant el qual proferia advertències profètiques. Després es van unir a ell dues dones, Prisca i Maximila, que també van començar a profetitzar. Montà i les seves profetesses anunciaven la fi imminent del món, ordenant als seus fidels que es reunissin en un lloc determinat per esperar allà el descens de la Jerusalem celestial.
Aquesta profecia va ser acollida ràpidament en diferents estrats de la societat, organitzant-se en comunitats que van realitzar una propaganda molt activa entre cristians i pagans.

## Doctrina
El montanisme, a diferència del gnosticisme i del marcionisme, no pretenia anunciar una nova doctrina sinó més bé potenciar certs elements oblidats de la doctrina tradicional:
- L'escatologia; La doctrina montanista afirmava que la fi dels temps s'aproximava i que arribaria en un termini molt breu de temps, ressorgint així l'espera de la parusia tal com ho havien esperat els primers cristians. En molts casos, els montanistes van fixar una data i un lloc per la segona vinguda de Crist. Molts fidels fins i tot van arribar a vendre els seus béns i abandonaren el seu treball per anar al desert a l'espera de Crist.
- L'ascetisme. Ja que la fi del món era imminent, era prioritari preparar-se pel moment final. Preparació pel martiri, pel dejuni, la xerofàgia (abstinència d'aliments humits), la castedat dins del matrimoni i prohibició de segones núpcies.
- El profetisme. Fou un element dominant en el montanisme, els profetes del montanisme es consideraven com receptors de la divinitat. No eren ells els qui parlaven, era l'Esperit qui parlava per la seva boca. Així, Montà era un nou Paràclit que continuava la revelació de l'evangeli i proclamava el poble de Pepuza com el lloc de la Nova Jerusalem.